# Conopora verrucosa
Conopora verrucosa is een hydroïdpoliep uit de familie Stylasteridae. De poliep komt uit het geslacht Conopora. Conopora verrucosa werd in 1878 voor het eerst wetenschappelijk beschreven door Studer. 